# Harcèlement fatal
Pour plus de détails, voir Fiche technique et Distribution.
Harcèlement fatal (I Can Make You Love Me) est un téléfilm d'horreur psychologique américain, réalisé par Michael Switzer, sorti en 1993. Le film est inspiré de l'histoire réelle du Richard Farley (en), meurtrier de masse et ancien employé d'ESL Incorporated (en) dont l'obsession et le harcèlement ultérieur envers sa collègue Laura Black ont abouti à la tuerie en masse perpétrée sur plusieurs anciens collègues au siège d'ESL, en Californie, ce qui a abouti aux premières lois anti-harcèlement à être promulguées aux États-Unis.

## Synopsis
une jeune ingénieur reçoit son job dans une entreprise de haute technologie et elle fait la connaissance de l'homme spécialiste en informatique.

## Fiche technique
Sauf indication contraire, les informations mentionnées dans cette section peuvent être confirmées par la base de données cinématographiques IMDb,  présente dans la section « Liens externes ».
- Titre : Harcèlement fatal
- Titre original : I Can Make You Love Me/Stalking Laura
- Réalisation : Michael Switzer
- Scénario : Frank Abatemarco
- Casting : Sally Stiner
- Direction artistique : Susan Degas
- Costumes : Jolie Anna Jimenez
- Maquillage : Barbie Palmer
- Photographie : Robert Draper
- Montage : Mark W. Rosenbaum
- Musique : Sylvester Levay
- Production : Joel Fields, Leonard Hill
- Société de production : Frank Abatemarco Productions, Joel Fields Productions, Leonard Hill Films
- Société de distribution : Atlantic Video, CBS, Multicom Entertainment Group
- Sociétés d'effets spéciaux : Movie Effects, Prasad Productions Pvt. Ltd.
- Pays d'origine :  États-Unis
- Langue : Anglais
- Format : Couleurs - 1.33:1 - Mono - 35 mm
- Genre : Drame, horreur psychologique
- Durée : 92 minutes (1 h 32)
- Dates de sorties en salles :
  -  États-Unis : 9 février 1993

## Distribution
- Richard Thomas : Richard Farley (en)
- Brooke Shields : Laura Black
- Viveka Davis : Mary Ann
- William Allen Young : Chris
- Richard Yniguez : Lieutenant Grijalva
- Scott Bryce : Sam Waters
- T. Max Graham : Capitaine Olson
- Tim Snay : Lieutenant Bannister
- Kevin Brief : Lieutenant Mark Shegan
- Dick Mueller : Tom Black
- Merle Moores : Donna Black
- Caroline Vinciguerra : Sarah Black
- Donna Thomason : Glenda Moritz
- Hollis McCarthy : Phyllis
- Barbara Houston : Nancy Hammond